# Гелфорд Джон Маккіндер
Сер Ге́лфорд Джон Маккі́ндер (англ. Halford John Mackinder; 15 лютого 1861 — 6 березня 1947) — британський географ і геополітик.
Отримав освіту у школі Королеви Єлизавети (англ. Queen Elizabeth's Grammar School) в Гейнсборо, у коледжі м. Епсом і потім в Оксфордському університеті. В Оксфорді розпочав вивчати природничі науки, зосередившись на зоології. Пізніше, звернувши свою увагу на історію, він зауважив, що повертається «до старого захоплення і взявся за нову історію з метою побачити, як теорія еволюції відображається у розвитку людства». Спеціалізувався у фізичній географії, пізніше зосередився на економіці та політичній теорії, доводячи, що фізична та людська географії повинні розглядатися як єдина дисципліна.

## Діяльність і досягнення
- У 1887 р. зайняв посаду викладача географії в Оксфордському університеті, на той час найвищу посаду для британського географа. До 1899 р. організував єдину Школу Географії.
- У 1899 р. здійснив сходження на г. Кенія.
- У 1902 р. вийшла публікація «Британія та Британські Моря» (англ. Britain and The British Seas), яка включала перший повний геоморфологічний опис Великої Британії, і в якій автор описав Велику Британію як «брилу вугілля оточену рибою».
- У 1895 р. став одним з засновників Лондонської школи економіки.
- Був членом клубу «Коефіцієнти» (англ. The Coefficients dining club), який з'явився у 1902 і об'єднував соціальних реформаторів.
- У 1904 р. у Королівському Географічному Товаристві вийшла праця Маккіндера «Географічна вісь історії» (англ. The Geographical Pivot Of History), у якій автор сформулював теорію Гартленду (англ. Heartland). Появу цієї праці часто асоціюють з виділенням геополітики в окрему дисципліну і предмет наукових досліджень, хоча сам Маккіндер не використовував цього терміну. Попри те, що теорія Гартленду не отримала відразу широкої популярності поза межами географічних кіл, з часу своєї появи і до сьогодні вона має вплив на формування зовнішньої політики найбільших світових держав, зокрема і путінської Росії.
- Допоміг заснувати університет у Рідінгу в 1892, а також Географічну Асоціацію (англ. Geographical Association) в 1893, яка пропагувала викладання географії в школах. Займав посаду голови цієї організації від 1913 до 1946 і був президентом починаючи з 1916 р.
- Посвячений у лицарі в 1920 р.
- У 1943 опублікував статтю «Круглий світ і перемога миру» (англ. The Round World and the Winning of the Peace), у якій спроектував свої ідеї на реалії другої світової війни і висловив свої думки щодо влаштування післявоєнного світу.

Маккіндер залишив Оксфорд у 1903 і займав посаду директора Лондонської Школи Економіки між 1903 і 1908. Після 1908 він зосередився на пропагуванні єдності імперії і займався викладацькою діяльністю лише частково. У січні 1910 був вибраний у парламент від партії юніоністів (англ. Unionist Party), від одного з округів Глазго. Програв вибори у 1922 р.
Наступна визначна праця Маккіндера, «Демократичні ідеали і реальність» (англ. Democratic Ideals and Reality), яка вийшла у 1919 р., була продовженням роботи 1904 р., під впливом мирних договорів укладених після першої світової війни, а також ідеалізму Вудроу Вілсона (англ. Woodrow Wilson). Ця праця містить найвідомішу цитату Маккіндера: «Хто править Східною Європою, той панує над Хартлендом. Хто править Хартлендом, той панує над Світовим Островом. Хто править Світовим Островом, той панує над світом.» Маккіндер сформулював цю тезу для державних діячів, які укладали Версальський договір. Акцент на Східній Європі, як на стратегічному шляху в Хартленд, був обґрунтуванням потреби створення лінії з буферних держав, які б відділяли Німеччину від Росії. Ці держави було створено, проте вони виявилися неефективним бар'єром у 1939 р. Маккіндер був антикомуністом (займаючи пост представника Британської дипломатичної місії в Росії, він намагався об'єднати білогвардійські сили), проте його основна мета полягала у попередженні можливості нової великої війни (попередження, яке давав також економіст Джон Мейнард Кейнс).

## Теорія Гартленду і нацисти

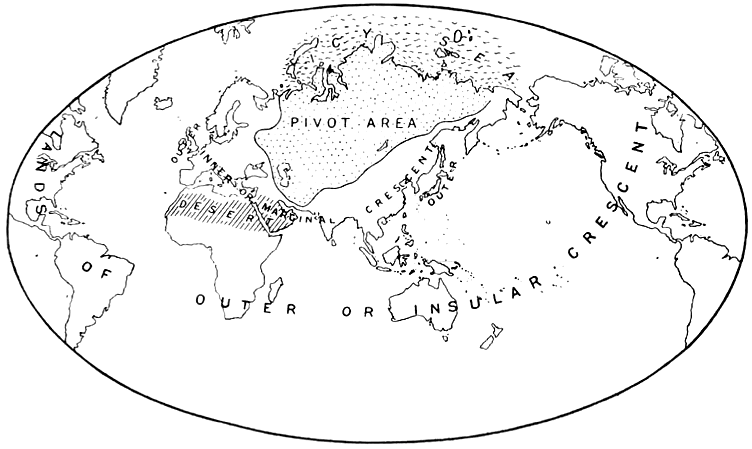
Гартленд.

Теорія Гартленду була з ентузіазмом перейнята німецькою школою геополітики (нім. Geopolitik), зокрема її головним пропонентом, Карлом Хаусхофером (нім. Karl Haushofer). Теорія набула особливої популярності у нацистській Німеччині, проте сам Маккіндер надзвичайно критично ставився до такої експлуатації своїх ідей. Німецька інтерпретація теорії Гартленду (без пов'язування з іменем Маккіндера) явно згадується у «Нападі Нацистів» (англ. The Nazis Strike), другому фільмі Френка Капри (англ. Frank Capra) з серії американських пропагандистських фільмів часів другої світової війни «Чому ми б'ємося» (англ. Why We Fight).

## Важливість діяльності Маккіндера
Маккіндер доклав вирішальних зусиль для формування географії як окремої дисципліни у Великій Британії. Хоча визнання географії як дисципліни в Оксфорді затрималося до 1934 р., вона була визнана у 1917 р. у Ліверпульському університеті та в університеті Аберіствіт в Уельсі (англ. University of Wales, Aberystwyth). Маккіндер отримав почесну посаду в Лондонській Школі Економіки в 1923 р. Його внесок у викладання географії у Великій Британії є напевне найвагомішим серед інших британських географів.